# 关于无产阶级文化大革命中保护文物图书的几点意见
《关于无产阶级文化大革命中保护文物图书的几点意见》是1967年5月14日中国共产党中央委员会下发的文件，当时已有相当数量文物图书在“破四旧”中毁坏，文件提出七项意见，对保护文物图书、制止破坏起了积极作用。
主要内容包括有：
1. 全国各地革命遗址和革命纪念建筑物必须坚决保护，并且应当保持原状，不要进行大拆大改。
2. 各地重要的有典型性的古建筑、古窟寺、石刻及雕塑壁画等都应当加以保护，不宜开放的，可以暂行封闭。
3. 各地古文化遗址、古墓葬要注意保护，要严禁以搞副业生产或其他为名挖掘古墓。地下文物概归国有，出上文物应一律交当地文化部门保管。
4. 对有毒的书籍不要随便烧掉。
5. 各地应当结合对查抄物资的清理，尽快组织力量成立文物图书清理小组，对破“四旧”过程中查抄的文物和书籍、文献、资料进行清理，流失、分散的要收集起来，集中保存，要改善保管条件，勿使损坏。
6. 各炼铜厂、造纸厂、供销社废品收购站对收到的文物图书一律不要销毁，应当经过当地文化部门派人鉴定，拣选后，再行处理。
7. 各地所藏文物图书都是国家财产，一律不要处理或销毁，应当妥善保管。